# Bassia
Bassia es un género de plantas perteneciente a la familia Amaranthaceae. Comprende alrededor de 200 especies descritas y de estas, solo 20 aceptadas.

## Descripción
Son plantas herbáceas anuales o perennes con un indumento de pelos largos y adpresos o extendidos, a veces formando bolas algodonosas en las axilas de las hojas o flores. Con hojas bien desarrolladas, alternas, lineales, planas semi-cilíndricas, sésiles o subsésiles. Flores hermafroditas o unisexuales, (pistiladas), ebracteadas, a veces escondidos en las bolas de pelos gruesos, solitarias o varias en axilas de las hojas superiores, en espigas o panículas. Perianto con 5 lóbulos, a veces escarioso, pubescentes, pelo largo, persistente, como una protuberancia o tubérculo. Fruta redondeada, horizontal o vertical, a veces, aparente u oculta en una densa bola de pelos. Embriones en forma de herradura.

## Taxonomía
El género fue descrito por Carlo Allioni y publicado en Mélanges de Philosophie et de Mathématique de la Société Royale de Turin 3: 177, pl. 4, en 1766.

#### Etimología
Bassia: nombre genérico otorgado en honor de Ferdinando Bassi (1710 – 1774), un botánico italiano y prefecto del Jardín Botánico de Bolonia.

## Especies aceptadas
A continuación se brinda un listado de las especies del género Bassia aceptadas actualmente, ordenadas alfabéticamente. Para cada una se indica el nombre binomial seguido del autor, abreviado según las convenciones y usos.
- Bassia aegyptiaca Turki, El Shayeb y F.Shehata, 2006
- Bassia angustifolia (Turcz.) Freitag y G.Kadereit, 2011
- Bassia arabica (Boiss.) Maire y Weiller, 1962
- Bassia dinteri (Botsch.) A.J.Scott, 1978
- Bassia eriophora (Schrad.) Asch., 1867
- Bassia hyssopifolia (Pall.) Kuntze, 1891
- Bassia indica (Wight) A.J.Scott, 1978
- Bassia laniflora (S.G.Gmel.) A.J.Scott, 1978
- Bassia lasiantha Freitag y G.Kadereit, 2011
- Bassia monticola (Boiss.) Kuntze, 1891
- Bassia muricata (L.) Asch., 1867
- Bassia odontoptera (Schrenk) Freitag y G.Kadereit, 2011
- Bassia pilosa (Fisch. y C.A.Mey.) Freitag y G.Kadereit, 2011
- Bassia prostrata (L.) Beck, 1909 - sisallo[5]
- Bassia salsoloides (Fenzl) A.J.Scott, 1978
- Bassia scoparia (L.) A.J.Scott, 1978
- Bassia stellaris (Moq.) Bornm., 1921
- Bassia tianschanica (Pavlov) Freitag y G.Kadereit, 2011
- Bassia tomentosa (Lowe) Maire y Weiller, 1962
- Bassia villosissima (Bong. y C.A.Mey.) Freitag y G.Kadereit, 2011